# Bisdom Quibdó
Het bisdom Quibdó (Latijn: Dioecesis Quibduana) is een rooms-katholiek bisdom met als zetel Quibdó, in Colombia. Het bisdom is suffragaan aan het aartsbisdom Santa Fe de Antioquia. 

## Geschiedenis
Het bisdom werd opgericht op 14 november 1952, als het apostolisch vicariaat Quibdó, uit delen van het bisdom Antioquia en de apostolische prefectuur Chocó. Op 30 april 1990 werd het verheven tot bisdom.

## Parochies
Het bisdom had in 2020 een oppervlakte van 15.679 km2 en telde 273.470 inwoners waarvan 81,3% rooms-katholiek was.

## Bisschoppen
- Pedro Grau y Arola (24 Mar 1953 - 6 Jun 1983)
- Jorge Iván Castaño Rubio (6 Jun 1983 - 16 Feb 2001)
- Fidel León Cadavid Marin (25 Jul 2001 - 2 Feb 2011)
- Juan Carlos Barreto Barreto (30 Jan 2013 - 25 Apr 2022)
  - Mario de Jesús Álvarez Gómez (apostolisch administrator: 29 juni 2022 - heden)
- sedisvacatie

## Galerij van afbeeldingen

Wapen van het bisdom Quibdó

Santa Fe de Antioquia (aartsbisdom) · Apartadó · Istmina-Tadó · Quibdó · Santa Rosa de Osos